# ساري نصيرلو
ساري نصيرلو (بالإنجليزية: Sari Nasirlu)‏ هي قرية تقع في قسم اجارود الشمالي الريفي في إيران. يقدر عدد سكانها بـ 203 نسمة بحسب إحصاء 2016.